# Aranit Çela
Aranit Çela (Valona, 1923 o 1924 – Tirana, 21 ottobre 2021) è stato un partigiano, avvocato, giudice e politico albanese.
Presidente della Corte suprema dal 1955 al 1958 e nuovamente dal 1966 al 1990, fu anche procuratore militare nel secondo dopoguerra e Procuratore generale dal 1958 al 1966. Durante la sua lunga carriera giudiziaria nel regime socialista partecipò a oltre 650 processi, molti dei quali di natura politica, venendo soprannominato come il "Vyšinskij albanese". Arrestato nel 1993 e condannato a morte per crimini contro l'umanità, uscì di prigione durante l'anarchia del 1997 e come per diversi altri ufficiali del regime socialista fu assolto nel 1999.

## Biografia
Nacque a Valona nel 1923 o 1924 in una modesta famiglia da Hysen ed Emine Çela, originari di Canina. Rimase orfano del padre, che lui stesso descrisse come un "alcolista noncurante della famiglia", all'età di 15 anni. Dopo la conquista fascista fu inviato coi giovani Balilla per trascorrere le vacanze estive a Pesaro nel 1939. Nel 1941 tentò invano di farsi assumere presso il Ministero della giustizia mentre nel 1942 si diplomò presso l'istituto commerciale di Valona; nello stesso anno fu trattenuto dalle autorità fasciste dopo il ritrovamento di alcuni volantini presso la sua abitazione ma fu poi rilasciato in libertà vigilata. Nel 1943 si unì al Partito Comunista d'Albania (PKSH) e fu attivo come partigiano nella 14ª Brigata Comunista e poi nella 3ª Divisione Comunista.
Tra il 1945 e il 1946 divenne procuratore militare a Scutari, proseguendo poi tra il 1946 e il 1948 con la stessa mansione a Coriza; tra il 1948 e il 1949 fu procuratore aggiunto presso la procura militare. Si recò in Unione Sovietica dove studiò giurisprudenza tra il 1949 e il 1953. Nel 1955 divenne presidente della Corte suprema, rimanendo in carica fino alla nomina a Procuratore generale nel 1956. Tornò ad essere presidente del massimo organo giudiziario del paese nel 1966, prendendo parte nel 1977 alla commissione per la redazione del Codice penale. Oltre alla carriera giudiziaria, fu membro dell'Assemblea del popolo dal 1958 al 1990 e membro del comitato centrale del Partito del Lavoro d'Albania.
Dopo la caduta del regime socialista fu arrestato nel 1993 e accusato di "abuso d'ufficio in concorso con la conseguente violazione delle libertà e dei diritti fondamentali dell'uomo", venendo condannato a morte. Trascorse solo pochi mesi in prigione, venendo liberato durante l'anarchia del 1997 e venendo poi assolto nel 1999.
Nel 2018 fu pubblicata la fake news della sua morte, avvenuta realmente il 21 ottobre 2021 a Tirana.